# Dobreni, Teleorman
Dobreni este un sat în comuna Tătărăștii de Sus din județul Teleorman, Muntenia, România.